# Ehrenmedaille „Bekenntnis und Tat zum Schutz des Sozialismus“
Die Ehrenmedaille „Bekenntnis und Tat zum Schutz des Sozialismus“ war in der Deutschen Demokratischen Republik (DDR) eine nichtstaatliche Auszeichnung der Freien Deutschen Jugend (FDJ), welche 1979 in einer Stufe gestiftet wurde. Sie war Nachfolger der von 1972 bis 1978 verliehenen Ehrenmedaille „Bekenntnis und Tat zum Schutz der DDR“ und gleicht ihrem Vorgängermodell.

## Aussehen
Die vergoldete Medaille zeigt auf ihrem Avers zwei links blickende Köpfe, von denen der hintere ein Angehöriger der NVA und der vordere ein FDJ-Mitglied ist. Das Revers ist glatt und zeigt die Inschrift: Bekenntnis und Tat zum Schutz des Sozialismus. Getragen wurde die Medaille an der linken oberen Brustseite des Beliehenen an einer goldenen Spange, die mittig das farbig emaillierte Wappen der FDJ zeigt, von dem beidseitig ein Lorbeerzweig nach außen gerichtet angebracht ist.